# Tetragnatha flavida
Tetragnatha flavida là một loài nhện trong họ Tetragnathidae.
Loài này thuộc chi Tetragnatha. Tetragnatha flavida được miêu tả năm 1891 bởi Urquhart.